# Тотонеро (1980)
Корупционният скандал в италианския футбол през 1980 г., известен като Тотонеро 1980 (на италиански: Totonero 1980) е първият в историята на италианския футбол голям скандал с уреждане на мачове.
На 23 март 1980 г., данъчната агенция в Рим получава сигнал от двама продавачи в магазини, Алваро Трианка и Масимо Кручани, че някои италиански футболисти продават мачове в замяна на големи парични възнаграждения, като дори залагат крупни суми на въпросните мачове. Разследването разкрива, че в организацията с уговорени мачове са участвали футболните клубове Милан, Лацио, Перуджа, Болоня, Авелино и Наполи (клубове от Серия А), както и Таранто и Палермо от Серия Б.

## Наказания

### Футболни клубове
- Милан (Серия A); изхвърлен в Серия Б.[1]
- Лацио (Серия А); изхвърлен в Серия Б (10 милиона глоба първоначално).[1]
- Авелино (Серия А); -5 точки през сезон 1980/81 Серия А.
- Болоня (Серия А); -5 точки през сезон 1980/81 Серия А.
- Перуджа (Серия А); -5 точки през сезон 1980/81 Серия А.
- Палермо (Серия Б); -5 точки през сезон 1980/81 Серия Б. (оправдан първоначално).
- Таранто (Серия Б); -5 точки през сезон 1980/81 Серия Б. (оправдан първоначално).

### Физически лица
Функционери:
- Феличе Коломбо, президент на Милан – доживотна забрана
- Томазо Фабрети, президент на Милан – забрана за 1 година

Футболисти:
- Стефано Пелегрини (Авелино) – санкциониран за 6 години
- Масимо Качатори (Лацио) – санкциониран до живот, след обжалване санкцията е намалена до 5 години
- Енрико Албертози (Милан) – санкциониран до живот, след обжалване санкцията е намалена до 4 години
- Бруно Джордано (Лацио) – санкциониран за 1 година и 6 месеца, след обжалване санкцията е увеличена до 3 години и 6 месеца
- Лионело Манфредония (Лацио) – санкциониран за 1 година и 6 месеца, след обжалване санкцията е увеличена до 3 години и 6 месеца
- Карло Петрини (Болоня) – санкциониран за 3 години и 6 месеца
- Магидо Магерини (Палермо) – санкциониран за 1 година и 6 месеца, след обжалване санкцията е увеличена до 3 години и 6 месеца
- Джузепе Саволди (Болоня) – санкциониран за 3 години и 6 месеца
- Лионело Масимели (Таранто) – санкциониран за 1 година, след обжалване санкцията е увеличена до 3 години
- Лучано Дзекини (Перуджа) – санкциониран за 3 години
- Джузепе Уилсън (Лацио) – санкциониран до живот, след обжалване санкцията е намалена до 3 години
- Паоло Роси (Перуджа) - санкциониран за 3 години, след обжалване санкцията е намалена до 2 години[2]
- Франко Кордова (Авелино) – санкциониран за 1 година и 2 месеца
- Карло Мерло (Лече) – санкциониран за 1 година и 6 месеца, след обжалване санкцията е намалена до 1 година
- Джорджо Морини (Милан) – санкциониран за 1 година
- Стефано Кьоди (Милан) – санкциониран за 6 месеца
- Пиерджорджо Негрисоло (Пескара) – санкциониран за 1 година, след обжалване санкцията е намалена до 6 месеца
- Маурицио Монтези (Лацио) – санкциониран за 4 месеца
- Франко Коломба (Болоня) – санкциониран за 3 месеца
- Джузепе Дамяни (Наполи) – санкциониран за 4 месеца, след обжалване санкцията е намалена до 3 месеца